# Amílcar Pop
Amílcar de Jesús Pop Ac (Alta Verapaz, 3 de octubre de 1977) es un abogado y político guatemalteco que ejerció como diputado del Parlamento Centroamericano por Guatemala desde 2020 hasta 2024 por el Movimiento Político Winaq.
Anteriormente, fue diputado del Congreso de Guatemala por Listado Nacional desde 2012 a 2020 por Winaq, es miembro fundador y dirigente de dicho partido político. Pop también fue el candidato presidencial en las elecciones de 2023 por la coalición Winaq–URNG.

## Carrera política
En las elecciones generales de 2011 fue elegido como diputado por Listado Nacional por el Frente Amplio de Izquierda, una coalición conformada por tres partidos políticos Alternativa Nueva Nación, Winaq y la URNG. En enero de 2012 asumió su curul como legislador. Fue reelecto en las elecciones generales de 2015.
Pop anunció que no se postularía a la reelección en las elecciones generales de 2019 y optaría por liderar a su partido en las elecciones al Parlamento Centroamericano, siendo electo para ese cargo. Asumió el cargo en 2020.